# React Music Limited
React Music Limited est un label discographique britannique, basé à Londres, en Angleterre. Il est créé en 1990 par James Horrocks et Thomas Foley. James Horrocks participe d'abord au succès du label discographique indépendant de dance Rhythm King, et React poursuit une approche similaire - en particulier la dance, la house, l'acid house, la techno et la rave, ainsi que de nouveaux sous-genres orientés « dance » qui ont émergé tout au long des années 1990. Il s'agit notamment de la hard house, de la tech house, de la trance, du hardbag, du happy hardcore, de la drum and bass et du chill-out. 

## Succès

### Singles
React connait un succès commercial sur la scène dance et club. Les artistes de React étaient variés, allant des « one hit wonders » à court terme aux groupes à plus long terme, qui sortent de nombreux singles et albums :
- The Source (featuring Candi Staton) : généralement considéré comme l'un des singles les plus vendus de React, You Got the Love est à l'origine un bootleg combinant le titre house Your Love de Frankie Knuckles/Jamie Principle avec un enregistrement obscur de Candi Staton[1]. Le single est un succès et atteint le no 4 du UK Singles Chart en 2007[2] en février 1991. The Source atteint également la 38e place en août 1997 avec le single Your Love. La carrière musicale de Candi Staton  es relancée avec You Got the Love, et React connait également le succès dans le Top 40 britannique avec ses singles Love on Love, qui atteint la 27e place en avril 1999, et son titre disco Young Hearts Run Free, qui est réédité et atteint la 29e place en août 1999[3],[4].

- The Age of Love : sorti chez React en 1992, il est considéré comme l'un des premiers disques de « trance »[5] et a un effet de combustion lente sur la scène de dance et clubs. Lors de sa réédition en juillet 1997 et en septembre 1998, il atteint respectivement le no 17 et le no 38 du UK Singles Chart[6], et est l'un des singles les plus réussis de React.

### Compilations

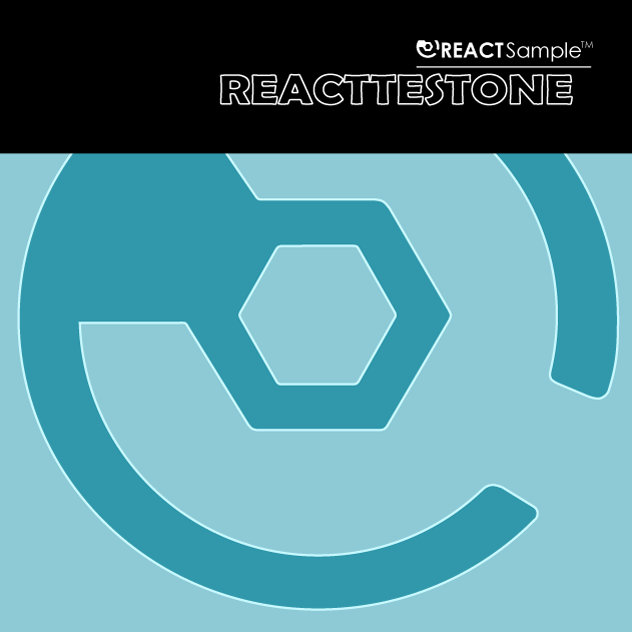
Album Test One de React.

React connait également le succès avec une grande variété de compilations qui couvrent un large spectre de la scène dance/club. Parmi les sorties les plus notables, citons :
- Bonkers : compilation de happy hardcore et UK hardcore la mieux vendue au Royame-Uni[7],[8]
- Reactivate: compilation de techno et trance[9]. Les volumes 1 à 9 sont constitués d'un seul disque de pistes non mixées. À partir du volume 11, la série comprend deux disques de musique non mixée et un disque de mixage supplémentaire. Le volume 10 comprend un seul disque de pistes non mixées et un disque de mixage séparé. La dernière véritable sortie de cette série est Reactivate 18, avec un CD de mixage de deux disques, Reactivate Energise, qui apparait plus tard. Les volumes 9 et 10 sont réédités sous le nom de Resist Music. La série Reactivate se vend à plus d'un demi-million d'albums et est connue pour être un pionnier de la nouvelle musique électronique. Une compilation rétrospective, Reactivate '91 - '01, est publiée en 2015[10]
- Cafe del Mar/Real Ibiza: reprend des morceaux de la scène balearic/Ibiza[11],[12]
- Artcore/Drum and Bass Arena: compilations de drum and bass[13]
- Dope on Plastic!: compilation de trip hop[14]
- Heavenly Presents Live at the Social: compilation de Heavenly Records.
- Technohead : compilation de techno hardcore et gabber de Michael Wells du groupe GTO.
- React Test : sampler bon marché.

Une série de compilations mixées est également développée par React. Ces compilations sont bien accueillies par la scène de la danse et des clubs et les sorties les plus remarquables sont les suivantes ;  ;
- Carl Cox : F.A.C.T : Future Alliance of Communication and Tecknology[15]
- Jeff Mills : Live at the Liquid Room, Tokyo[16], The Other Day, At First Sight and Exhibitionist.
- Laurent Garnier : Laboratoire Mix.
- Norman Jay : Good Times.
- Felix da Housecat : A Bugged Out Mix by Felix da Housecat[17]
- Dave Clarke : World Service.
- Dave Angel : Flavours of Tech Funk.

## Groupes et artistes
Ils comprennent notamment : Mrs Wood (Joanna classé no 40 en septembre 1995 et no 34 en oct. 1997, Heartbreak feat. Eve Gallagher classé no 44 en 1996, et 1,2,3,4 classé no 61 en 1998),, Billie Ray Martin (alias BRM), Blu Peter, John '00' Fleming, GTO/Technohead, Antarctica, Seb, S-J (I Feel Divine classé no 30 en janvier 1998), Sundance (Sundance classé no 33 en nov. 1997 et no 37 en oct. 1998), Mash! (U Don't Have To Say U Love Me classé no 37 (mai 1994)), Millstart/Jeff Mills, The Hellfire Club/Baby Doc,, Shimmon and Woolfson, Elevator, Alex Lee, Hixxy, Sharkey, Fierce Ruling Diva, Armadillo, Contact, Subterfuge, Planets In Transit, Madame Dubois, DJ Gee, Pepper Sweeney, Zouk presents Transcendental Experience, Rotterdam Termination Source, et The Knights of the Occasional Table.